# Suhrawardí
Abu-l-Futuh Xihab-ad-Din Yahya ibn Hàbaix ibn Amírak as-Suhrawardí (Suhraward, a prop de Zanjan, Iran, 1155 - Alep, Síria, 1191), més conegut simplement per as-Suhrawardí o Suhrawardí, va ser un filòsof persa medieval, fundador de l'anomenada Escola de la Il·luminació sufí o «teosofia oriental,» moviment influït pel zoroastrisme i el platonisme.
Considerava que tot està fet de llum, de manera que les llums materials que il·luminaven les coses descendien de llums immaterials, d'un mode similar a les idees de Plató. La Llum suprema, identificada amb la divinitat és la font de tota Creació i ha permès l'existència de diferents mons, essent el més fosc el terrenal. Va aplicar aquesta lectura a l'Alcorà, seguint l'esoterisme iranià, motiu pel qual seria finalment executat. Creia que l'islam, el platonisme i el zoroastrisme eren diferents maneres d'aproximar-se a la mateixa veritat.
Suhrawardí també va destacar en lògica (seguint a Aristòtil) i les matemàtiques, però es va allunyar de la idea de necessitat de les lleis científiques perquè considerava el saber comú i inductiu igualment vàlid.